# Кубок Европы по спортивной ходьбе 2005
Кубок Европы по спортивной ходьбе 2005 года прошёл 21 мая в городе Мишкольц (Венгрия). Сильнейших выявляли взрослые спортсмены и юниоры до 20 лет (1986 года рождения и моложе). Были разыграны 10 комплектов медалей (по 5 в личном и командном зачёте).
На старт вышли 267 ходоков из 29 стран Европы (117 мужчин, 65 женщин, 45 юниоров и 40 юниорок).
Каждая команда могла выставить до четырёх спортсменов в каждый из взрослых заходов и до трёх в юниорских соревнованиях. Лучшие в командном зачёте определялись по сумме мест трёх лучших спортсменов среди взрослых и двух лучших — среди юниоров.

## Расписание
| Дата        | Время | Забег         |
| ----------- | ----- | ------------- |
| 21 мая 2005 | 08:00 | 50 км мужчины |
| 21 мая 2005 | 09:00 | 10 км юниоры  |
| 21 мая 2005 | 10:00 | 10 км юниорки |
| 21 мая 2005 | 13:30 | 20 км женщины |
| 21 мая 2005 | 15:30 | 20 км мужчины |

Время местное (UTC+2)

## Медалисты
Курсивом выделены участники, чей результат не пошёл в зачёт команды

### Мужчины и юниоры
| Дисциплина             | Золото                                                                           | Золото  | Серебро                                                                                     | Серебро  | Бронза                                                                           | Бронза   |
| ---------------------- | -------------------------------------------------------------------------------- | ------- | ------------------------------------------------------------------------------------------- | -------- | -------------------------------------------------------------------------------- | -------- |
| 20 км                  | Илья Марков Россия                                                               | 1:20.50 | Хуан Мануэль Молина Испания                                                                 | 1:20.54  | Владимир Станкин Россия                                                          | 1:21.28  |
| 20 км (команды)        | Россия · Илья Марков · Владимир Станкин · Степан Юдин · Владимир Парваткин       | 9 очков | Испания · Хуан Мануэль Молина · Хесус Анхель Гарсия · Бенхамин Санчес · Хосе Давид Домингес | 33 очка  | Украина · Андрей Юрин · Артём Вальченко · Андрей Ковенко · Александр Венгловский | 42 очка  |
| 50 км                  | Алексей Воеводин Россия                                                          | 3:41.03 | Сергей Кирдяпкин Россия                                                                     | 3:41.11  | Юрий Андронов Россия                                                             | 3:42.34  |
| 50 км (команды)        | Россия · Алексей Воеводин · Сергей Кирдяпкин · Юрий Андронов · Владимир Канайкин | 6 очков | Франция · Йоанн Дини · Дени Ланглуа · Давид Буланже · Эдди Рива                             | 19 очков | Италия · Алекс Швацер · Диего Кафанья · Марко Де Лука · Алессандро Мистретта     | 30 очков |
| Юниоры 10 км           | Андрей Рузавин Россия                                                            | 39.57   | Джорджо Рубино Италия                                                                       | 40.46    | Александр Прохоров Россия                                                        | 41.26    |
| Юниоры 10 км (команды) | Россия · Андрей Рузавин · Александр Прохоров · Алексей Григорьев                 | 4 очка  | Германия · Карстен Шмидт · Ханнес Тонат                                                     | 11 очков | Беларусь · Денис Симанович · Вадим Тиванчук · Виталий Боярченко                  | 13 очков |

### Женщины и юниорки
| Дисциплина              | Золото                                                                      | Золото   | Серебро                                                                         | Серебро  | Бронза                                                                    | Бронза   |
| ----------------------- | --------------------------------------------------------------------------- | -------- | ------------------------------------------------------------------------------- | -------- | ------------------------------------------------------------------------- | -------- |
| 20 км                   | Олимпиада Иванова Россия                                                    | 1:28.18  | Сусана Фейтор Португалия                                                        | 1:29.01  | Элиза Ригаудо Италия                                                      | 1:29.26  |
| 20 км (команды)         | Португалия · Сусана Фейтор · Вера Сантуш · Марибел Гонсалвеш · Инеш Энрикеш | 25 очков | Италия · Элиза Ригаудо · Гизелла Орсини · Росселла Джордано · Кристиана Пеллино | 26 очков | Румыния · Клаудия Штеф · Ана Мария Гроза · Норика Кымпян · Даниэла Кырлан | 30 очков |
| Юниорки 10 км           | Вера Соколова Россия                                                        | 44.09    | Татьяна Калмыкова Россия                                                        | 45.02    | Елена Русак Белоруссия                                                    | 46.37    |
| Юниорки 10 км (команды) | Россия · Вера Соколова · Татьяна Калмыкова · Александра Кубасова            | 3 очка   | Беларусь · Елена Русак · Анна Драбеня · Ольга Мазурёнок                         | 8 очков  | Италия · Мартина Габриэлли · Сабрина Тревизан                             | 23 очка  |